# Schloss Kirchheim (Teck)

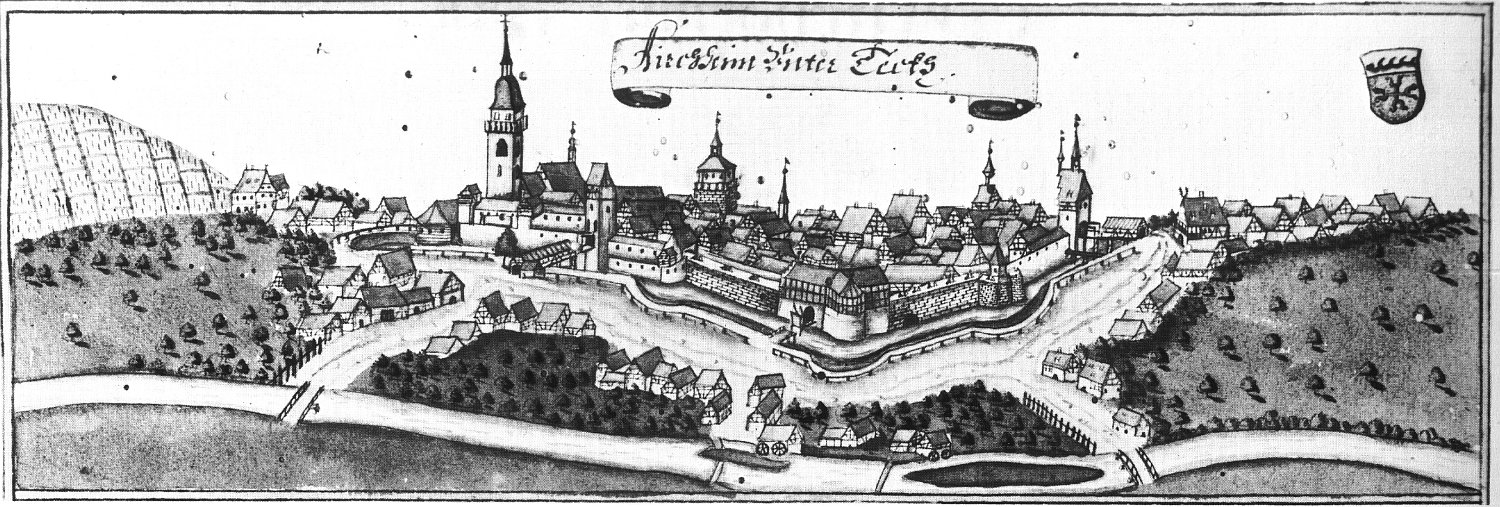
Kirchheim um 1683. Das Schloss liegt in der Bildmitte an der Stadtmauer

Schloss Kirchheim liegt am Rande der Altstadt von Kirchheim unter Teck. Das Renaissance-Schloss ist eine gut erhaltene Landesfestung des Herzogtums Württemberg.

## Geschichte

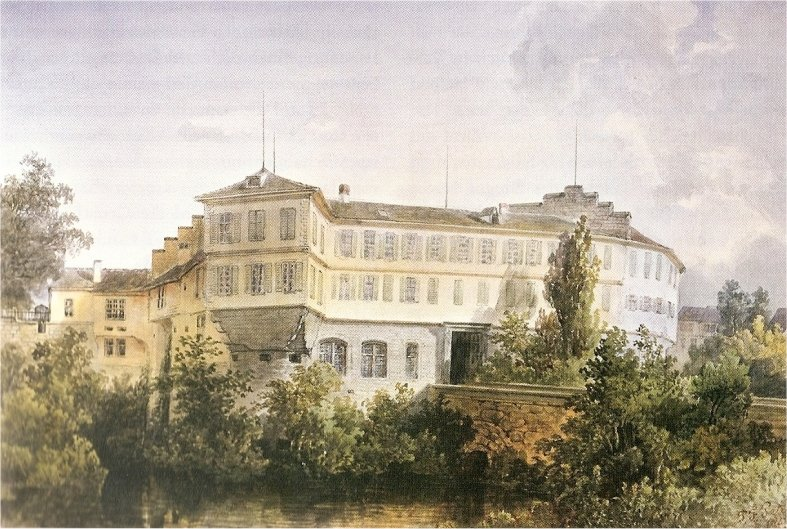
Schloss und Lustgarten in Kirchheim unter Teck, Aquarell 1851

Herzog Ulrich von Württemberg ließ nach seiner Rückkehr aus dem Exil sieben Landesfestungen ausbauen, um sein Territorium besser nach außen schützen zu können. Im Rahmen dieser Maßnahmen wurde die Stadtbefestigung von Kirchheim/Teck festungsmäßig ausgebaut und das Schloss ab 1538 als Eckbastion der Stadtmauer errichtet. Der schlichte Zweckbau mit zwei Fachwerkstockwerken über einem massiven Sockel wurde 1556 unter Ulrichs Sohn und Nachfolger, Herzog Christoph, fertiggestellt. Zunächst diente das bescheidene Schloss den Landesherren zur Verteidigung und gelegentlich als Jagdquartier. Als 1594 in der Residenzstadt Stuttgart die Pest wütete, verlegte Herzog Friedrich I. den Hof hierher. Mit der abnehmenden Bedeutung als Landesfestung ging der Ausbau zu einem Wohnschloss einher.
Die rautenförmige unregelmäßige Vierflügelanlage ist von einem tiefen Graben umgeben, der heute allerdings trockengelegt ist. An einer Seite schließt sich noch die Stadtmauer an.

## Die Bewohnerinnen
Ab 1628 wurde Kirchheim während zweier Jahrhunderte immer wieder zum Wohnsitz der herzoglichen Witwen. Weitere Witwensitze waren die Schlösser in Nürtingen und Göppingen.
Zu den Bewohnerinnen gehörten:
- 1628–1632 Herzogin Barbara Sophie (1584–1636), Tochter von Kurfürst Joachim Friedrich von Brandenburg und Ehefrau von Herzog Johann Friedrich.
- 1675–1690 Herzogin Maria Dorothea (1639–1698), geb. Gräfin von Oettingen war Ehefrau von Herzog Eberhard III.
- 1694–1712 Herzogin Magdalena Sibylla (1652–1712), Tochter von Landgraf Ludwig VI. von Hessen-Darmstadt und Maria Elisabeth von Holstein-Gottorp. Sie war Ehefrau von Herzog Wilhelm Ludwig von Württemberg. Auf sie geht die aufwändige Ausstattung der Kapelle in Schloss Kirchheim zurück.
- 1735–1757 Herzogin Johanna Elisabeth (1680–1757), Tochter von Markgraf Friedrich Magnus von Baden-Durlach und Ehefrau von Herzog Eberhard Ludwig.
- 1795–1811 Herzogin Franziska (1748–1811). Sie bezog das Schloss ab dem 22. Januar 1795 als Witwe Herzog Carl Eugens und ließ es zu diesem Zweck durch den herzoglichen Architekten Reinhard Ferdinand Heinrich Fischer außen und innen umgestalten. Es wurden neue Portale errichtet, in der Beletage zwei kleine Zimmer hinzugefügt und eine Schlossterrasse geschaffen. Die Zimmer wurden im Empirestil eingerichtet.
- 1811–1857  Herzogin Henriette (1780–1857), Tochter des Fürsten Karl von Nassau-Weilburg und Prinzessin Karoline von Oranien. Zunächst zusammen mit ihrem Mann Herzog Ludwig Friedrich Alexander von Württemberg (1756–1817). Sie liegt in der Stuttgarter Stiftskirche begraben.

## Heutige Nutzung

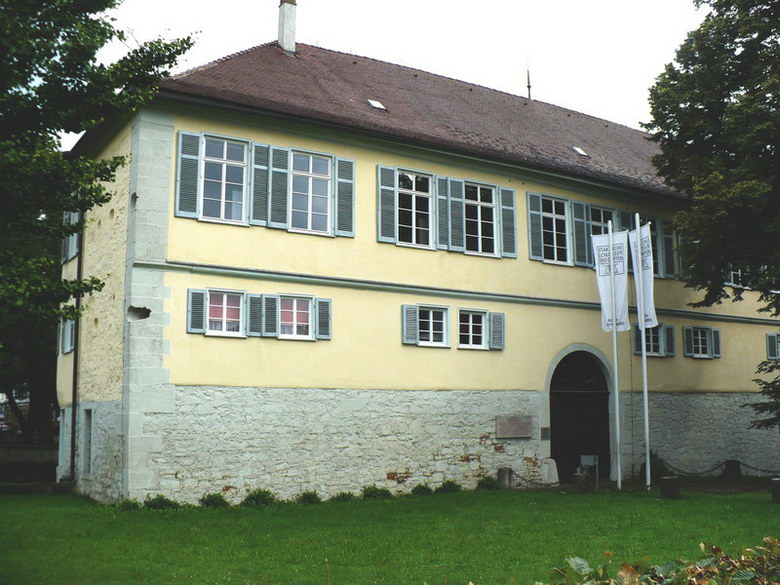
Renaissance-Schloss

Nach dem Tod von Herzogin Henriette nutzte man das Kirchheimer Schloss für unterschiedliche Zwecke. 1870 und 1871 diente es als Lazarett für Verwundete des Deutsch-Französischen Krieges. 1876 bis 1908 hielt die junge katholische Kirchengemeinde in der Schlosskapelle ihre Gottesdienste ab. Von 1911 bis 1948 waren die städtische Frauenarbeitsschule, ein Kindergarten und Wohnungen untergebracht. 1947 wird das Schloss vom Land Baden-Württemberg dem 1923 gegründeten Staatlichen Hauswirtschaftlichen Seminar für Unterrichts- und Internatszwecke zugewiesen. 1971 tritt das Pädagogische Fachinstitut und Fachseminar die Rechtsnachfolge des Hauswirtschaftlichen Seminars an und nutzt das Schloss bis heute.
Schloss Kirchheim zählt zu den landeseigenen Monumenten und wird von der Einrichtung Staatliche Schlösser und Gärten Baden-Württemberg betreut. Die herrschaftlichen Wohnräume an der südlichen Außenseite der zweiten Etage sind als Schlossmuseum eingerichtet und für Besichtigungen geöffnet. Sie sind den letzten beiden Bewohnerinnen Franziska und Henriette gewidmet. Viele von Franziskas Möbeln sind erhalten, weshalb bei den Restaurierungen in den Jahren 1985 und 1997 der Zustand zu Zeiten Franziska von Hohenheims wiederhergestellt werden konnte.